# Иаков (Кривцов)
Монах Иаков (в миру Иван Алексеевич Кривцов; ок. 1797—1876) — подвижник, основатель богоугодных заведений в Бессарабской губернии.

## Биография
Иван Кривцов родился около 1797 года в селе Троицком Обоянского уезда Курской губернии в крестьянской семье. Образования он никакого не получил и только на 25-м году жизни самостоятельно выучился читать и писать.
В 1827 году семейство Кривцовых переселилось в село Введенское (Тамур) Аккерманского уезда Бессарабской губернии. Выучившись грамоте Кривцов, постоянно читал жития святых и другие религиозно-нравственные сочинения; в 1830 году он лишился зрения, поселился в землянке и стал вести строго подвижническую жизнь.
В 1835 году Иван Алексеевич Кривцов переехал в город Балту в устроенную священником Левицким странноприимницу и жил там 12 лет.
В 1847 году, после смерти Левицкого, он возвратился в село Введенское; для него выстроили здесь келью и он начал призревать у себя бедняков, престарелых и изувеченных калек; являлось к нему много людей за советами и наставлениями, благодарили и жертвовали ему, кто чем мог, а на эти жертвы он содержал бесприютных.
Дело призрения, начатое Кривцовым, впоследствии приобрело значительный размах: на начало XIX века на том месте, где он жил, стояло большое здание в 40 келий, 2 церкви, 2 больницы, Введенская богадельня, училище для круглых сирот и поселянских детей, странноприимница и гостиница для приезжих богомольцев; призрением пользуются до 150 бедняков и калек, от 600 до 1000 человек посторонних бедняков ежегодно получали от этого богоугодного учреждения пособие, а в голодные годы число получавших пособия доходило до 10 тысяч человек. 31 октября 1870 года для управления этим богоугодным заведением учреждено Покрово-Богородицкое братство.
В видах упрочения благотворительности Тамурских учреждений старец Иван Алексеевич Кривцов отправился в 1870 году для сбора пожертвований в Санкт-Петербурге и поселился в Александро-Невской лавре, где принял вскоре и пострижение с именем Иакова. Массы народа стекались к нему в келью для назидания, утешения и молитвы, многие приглашали его и к себе в дом. Все приносимые ему пожертвования немедленно отсылались в Тамур.
Старость и болезни не позволили ему возвратиться в основанное им богоугодное заведение; Иаков Кривцов скончался в городе Санкт-Петербурге 20 марта 1876 года.